# Цаиши
Цаиши (груз. ცაიში) — село в Грузии, на территории Зугдидского муниципалитета края (мхаре) Самегрело-Верхняя Сванетия.

## География
Село находится в западной части Грузии, на берегах реки Джуми, на расстоянии приблизительно 6 километров (по прямой) к юго-западу от города Зугдиди, административного центра муниципалитета. Абсолютная высота — 75 метров над уровнем моря.

## Население
По результатам официальной переписи населения 2014 года в Цаиши проживало 1526 человек (720 мужчин и 806 женщин). В национальной структуре населения грузины составляли 99,5 %.
| Год  | Население, человек |
| ---- | ------------------ |
| 2002 | 2244               |
| 2014 | ↘ 1526             |